# Зелёная Балка (Целинский район)
Зелёная Ба́лка — хутор в Целинском районе Ростовской области.
Входит в состав Юловского сельского поселения.

## История
В 1963 году указом Президиума Верховного Совета РСФСР поселок Отделения № 1 конезавода переименован в хутор Зелёная Балка.

## Население
| 2010 |
| ---- |
| 183  |

## Улицы
- ул. Колхозная,
- ул. Луговая,
- ул. Прогрессивная,
- ул. Речная,
- ул. Степная.